# Neticonazole
Neticonazole (INN) là một loại thuốc chống nấm imidazole để điều trị nhiễm nấm da.
Neticonazole chỉ được chấp thuận sử dụng tại Nhật Bản. Nó được bán dưới dạng thuốc mỡ tại chỗ dưới tên thương mại Atolant.